# 拉夫堡交匯站
拉夫堡交匯火车站（英語：Loughborough Junction railway station）是位于伦敦兰贝斯区街區拉夫堡交匯的火车站。1864年，伦敦、查塔姆和多佛铁路公司将该站开通，命名为拉夫堡路。它位于象堡車站和赫恩山站之间，由泰晤士连线提供服務。

## 历史
1862年10月6日，倫敦、查塔姆和多佛鐵路开通了从赫恩山站到象堡車站的城市支线。列车从维多利亚車站开往象堡站，後於赫恩山站进行掉頭。自1863年5月1日起，列车通过拉夫堡交匯的弯道从布里克斯頓車站直达坎伯韋爾站。1894年6月1日，列车服务从象堡延伸至黑衣修士站。